# Ilaria Spirito
Pour les articles homonymes, voir Spirito.
Ilaria Spirito est une joueuse italienne de volley-ball née le 20 février 1994 à Albisola Superiore, en Ligurie. Elle a remporté avec l'équipe d'Italie la médaille d'or du tournoi féminin aux Jeux olympiques d'été de 2024, organisés à Paris.
Le 11 mars 2025, elle s'incline en finale de la Challenge Cup après la défaite de son équipe de Chieri '76 lors du match retour face au Rome Volley Club.